# 黃鐘洙
黃鐘洙（韓語：황종수，1988年3月31日—），韓国男子羽毛球運動員。

## 簡歷
2014年4月，黃鐘洙參加南韓金泉市舉行的亞洲羽毛球錦標賽，並打進男單準決賽，最後就以0比2（13-21、15-21）負於日本的佐佐木翔出局。

## 主要比賽成績
只列出曾進入準決賽的國際賽事成績：
| 年份   | 賽事                 | 公開賽級別 | 項目     | 成績   |
| ------ | -------------------- | ---------- | -------- | ------ |
| 2009年 | 韓國羽毛球國際挑戰賽 | 國際挑戰賽 | 男子單打 | 亞軍   |
| 2013年 | 韓國羽毛球黃金大獎賽 | 黃金大獎賽 | 男子單打 | 準決賽 |
| 2014年 | 亞洲羽毛球錦標賽     | 其他       | 男子單打 | 準決賽 |

| 2007-2017年 | 首要超級賽 | 超級賽 | 黃金大獎賽 | 大獎賽 | 國際挑戰賽 | 國際系列賽 | 未來系列賽 | 其他 |

| 2018-2026年 | 總決賽 | 超級1000賽 | 超級750賽 | 超級500賽 | 超級300賽 | 超級100賽 | 國際挑戰賽 | 國際系列賽 | 未來系列賽 | 其他 |